# Тино Айсбренер
Тино Айсбренер (на немски: Tino Eisbrenner, роден на 11 ноември 1962 г. в Рюдерсдорф близо до Берлин) е германски рок музикант и певец, композитор, сценичен актьор, музикален продуцент и активист за мир.
Тино израства в социалистическа Източна Германия (ГДР) и през целия си живот поддържа близост със социализма и съвместните немско-руски музикални проекти. От 1970 до 1973 г. между своята 8-а и 11-а година живее в НРБ, защото родителите му работят там. През 1981 г., на 19 години получава възможност да следва актьорско майсторство в Академията за музика и театър „Феликс Менделсон Бартолди“ в Лайпциг. Курсът трябва да започне през 1983 г. През същата година той основава аматьорската музикална група „Джесика“ с приятели от училище, която е избрана за най-популярната нова музикална група в ГДР през 1984 г. Поради това той не започва обучението си. От 1984 до 1986 групата обикаля всички държави от социалистическия Източен блок. През 1986 г. издава албума Spieler („Играч“) и получава социалистическа професионална лична карта. След конфликти с общата администрация на Комитета за развлекателни изкуства на ГДР (Komitee für Unterhaltungskunst der Deutschen Demokratischen Republik) групата е разпусната, като отделни членове са призовани за военна служба. След това Айсбренер продължава своята солова кариера от 1987 г. и през същата година, през 1987 г., работи в театри със собствена програма от текстове на Бертолт Брехт и Курт Тухолски. През 1989 г. най-накрая излиза първият му винилов албум Tino. След издаването на този соло винилов запис последват турнета в Германия, Австрия, Никарагуа и в Съветския съюз, до Сибир.
От 1992 г. Айсбренер е културен мениджър на Берлинския културен център „Пфеферберг“. През 1994 г. излиза соловият му албум Welcome to the World, продуциран от други западногермански певци и автори на песни – Хайнц Рудолф Кунце и Хайнер Люриг. През 1995 г. организира различни певчески програми и предприема концертно турне в САЩ. Между 1996 и 1998 г. живее и работи с мексикански индианци. През 1998 г. Айсбренер започва своята нова програма за Брехт и впоследствие възобновява проекта отпреди 12 години. Албумът Greenland-Hawaii е първият от световния му музикален проект.
На заключителната среща на мирната демонстрация в Берлин No War on Irack през 2003 г. той пее пред половин милион души.  
През същата година, заедно с журналиста Кристиан Хентшел, Айсбренер редактира музикалното списание Melodie und Rhythmus (което означава „мелодия и ритъм“), което е популярно в социалистическата ГДР. През 2005 г. предприема концертно и учебно турне в Чили. По време на тази обиколка той посещава индианците мапуче, за които преди това организира изграждането на ново училище. В Германия започва концертна програма с латиноамерикански песни в немскоезични адаптации. Следват още много концерти, концертни турнета в няколко европейски и неевропейски страни и още солови албуми. В Германия той многократно участва в събития на германската социалистическа партия Die Linke, включително с политика и говорителка на есперантистите Гезине Льотш.